# Eugène Aubel
Eugène Ferdinand Aubel, né le 12 juillet 1884 Paris et mort le 16 mars 1975 à Orléans, est un biochimiste, résistant et militant communiste français,.

## Biographie
Issu d'un milieu populaire, et d'une famille engagée à gauche, il suit des études primaires brillantes qui lui permettent de réussir, en 1912, le concours de recrutement des ingénieurs chimistes de la ville de Paris.
Réformé pour raisons de santé en 1914, il poursuit ses études après guerre, jusqu'au doctorat qu'il décroche en 1922.
À partir de 1925, il enseigne à l'Université, d'abord à Bordeaux, puis à la Sorbonne (1934). Jusque-là de sensibilité plutôt très à droite, proche de l'Action française, la montée du nazisme et de l'antisémitisme le font changer radicalement d'opinion, et il se rapproche alors de la gauche communiste, sans pour autant militer.
Résistant au sein du Front national universitaire pendant la guerre, il adhère au PCF en 1945, mais est surtout actif au sein du Mouvement de la Paix, dont il fait partie des instances dirigeantes à partir de 1951.
Dans les débats autour du lyssenkisme, qui agite les intellectuels communistes au début des années 1950, il prend une position mesurée, sans s'opposer aux positions de la direction du parti, auquel il reste fidèle jusqu'à sa mort.
La fille d'Eugène Aubel, Geneviève, docteur en pharmacie et chercheuse au CNRS, s'est mariée avec Charles Sadron.

## Travaux scientifiques
Après une thèse sur la nutrition du bacile pyocyanique, Aubel spécialise ses recherches sur la fermentation, publiant dès 1929 un état des recherches sur la question en collaboration avec Antoine Genevois. Son expertise dans le domaine fait qu'il est appelé à rédiger le volume correspondant de l'encyclopédie Que sais-je ?, qui paraît une première fois en 1952, et qu'il enrichira à plusieurs reprises ensuite.

## Publications
- Recherches biochimiques sur la nutrition du bacille pyocyanique, thèse de doctorat, Caen, Lanier, 1921.
- Sur le métabolisme microbien de l'acide pyruvique, Paris, Masson, 1924.
- Les oxydo-réductions, avec Louis Genevois, Librairie générale de l'enseignement, 1928.
- L'état actuel de la question des ferments, avec Antoine Genevois, Gauthier-Villars, 1929.
- Sur le potentiel d'oxydoréduction et sur les vitesses des procès d'oxydoréduction des cellules de mammifères, avec Pierre Mauriac et Émile Aubertin, Paris, Doin, 1929.
- Titre et travaux scientifiques d'Eugène Aubel, Paris, Hermann, 1930.
- L'action dynamique spécifique, avec Georges Schaeffer, Paris, Doin, 1932.
- Disparition de l'acide lactique libéré au cours du travail musculaire chez les animaux hépatectomisés, avec R. Gayet et Yvonne Khouvine, Doin, 1932.
- Disparition des acides gras au cours de la perfusion du poumon, avec Léon Binet et M. Marquis, Imprimerie du Palais, 1932.
- Étude du potentiel d'oxydo-réduction dans des organismes vivants, avec Robert Lévy, Paris, Doin, 1932.
- La lipopexie et la lipodiérèse du poumon (Nouvelles recherches), avec Léon Binet et M. Marquis, Doin, 1934.
- Eau et sels, Paris, Hermann, 1938.
- Les besoins énergétiques de l'homme et la valeur énergétique des aliments, Centre de perfectionnement technique, 1939.
- Traité de physiologie normale et pathologique Tome XII :  Supplément, oxydo-réductions, greffe et cicatrisation, vitamines, électro-encéphalographie, avec Édouard-Jean Bigwood, Léon Binet et Georges Henri Roger, Paris, Masson, 1940.
- Le fonctionnement chimique des organismes, Paris, Centre de documentation universitaire Tournier et Constans, 1943.
- La Composition chimique des organismes, Paris, Tournier et  Constans, 1946.
- Une politique française de la science II : Pasteur ou l'évolution d'une pensée dans le domaine de la science pure et dans le domaine de la technique, Paris, Union française universitaire, 1946.
- Fermentation et respiration,  Paris, Palais de la découverte,  1949.
- Les fermentations, Que sais-je? N°524, Presses universitaires de France, 1952, réédition 1960 et 1967.
- Quelques questions actuelles concernant les enzymes, Paris, Gauthier-Villars, 1956.